# Міністерство юстиції Хорватії
Міністерство юстиції Республіки Хорватії (хорв. Ministarstvo pravosuđa Republike Hrvatske) — центральний орган виконавчої влади Республіки Хорватія, який відповідає за стан судової справи в країні, підтримання державного звинувачення, судове переслідування в карних справах і управління установами, що входять у сферу судової системи (суди, в'язниці тощо).
У липні 2020 року злилося з міністерством управління Хорватії у спільне міністерство юстиції та управління Хорватії.

## Список міністрів
| Міністр                    | Партія       | Початок строку повноважень | Кінець строку повноважень |
| -------------------------- | ------------ | -------------------------- | ------------------------- |
| Бранко Бабац               |              | 28 червня 1990             | 17 липня 1991             |
| Босілько Мішетич           | ХДС          | 2 серпня 1991              | 14 травня 1992            |
| Іван Мілас                 | ХДС          | 6 червня 1992              | 12 серпня 1992            |
| Івіца Црнич                |              | 12 серпня 1992             | 18 травня 1995            |
| Мирослав Шепарович         | ХДС          | 18 травня 1995             | 20 квітня 1998            |
| Мілан Рамляк               | ХДС          | 14 травня 1998             | 13 квітня 1999            |
| Звонимир Шепарович         | ХДС          | 15 квітня 1999             | 27 січня 2000             |
| Степан Іванішевич          | СДП          | 27 січня 2000              | 27 вересня 2001           |
| Інґрід Античевич-Маринович | СДП          | 28 вересня 2001            | 23 грудня 2003            |
| Весна Шкаре-Ожболт         | ДЦ           | 23 грудня 2003             | 9 лютого 2006             |
| Ана Ловрін                 | ХДС          | 10 лютого 2006             | 10 жовтня 2008            |
| Іван Шимонович             | безпартійний | 10 жовтня 2008             | 7 липня 2010              |
| Дражен Бошнякович          | ХДС          | 7 липня 2010               | 23 грудня 2011            |
| Орсат Мілєнич              | СДП          | 23 грудня 2011             | 22 січня 2016             |
| Анте Шпрлє                 | МОСТ         | 22 січня 2016              | 9 червня 2017             |
| Дражен Бошнякович          | ХДС          | 9 червня 2017              | 23 липня 2020             |
| Іван Малениця              | ХДС          | 23 липня 2020              | Нині чинний               |